# Mosiądz

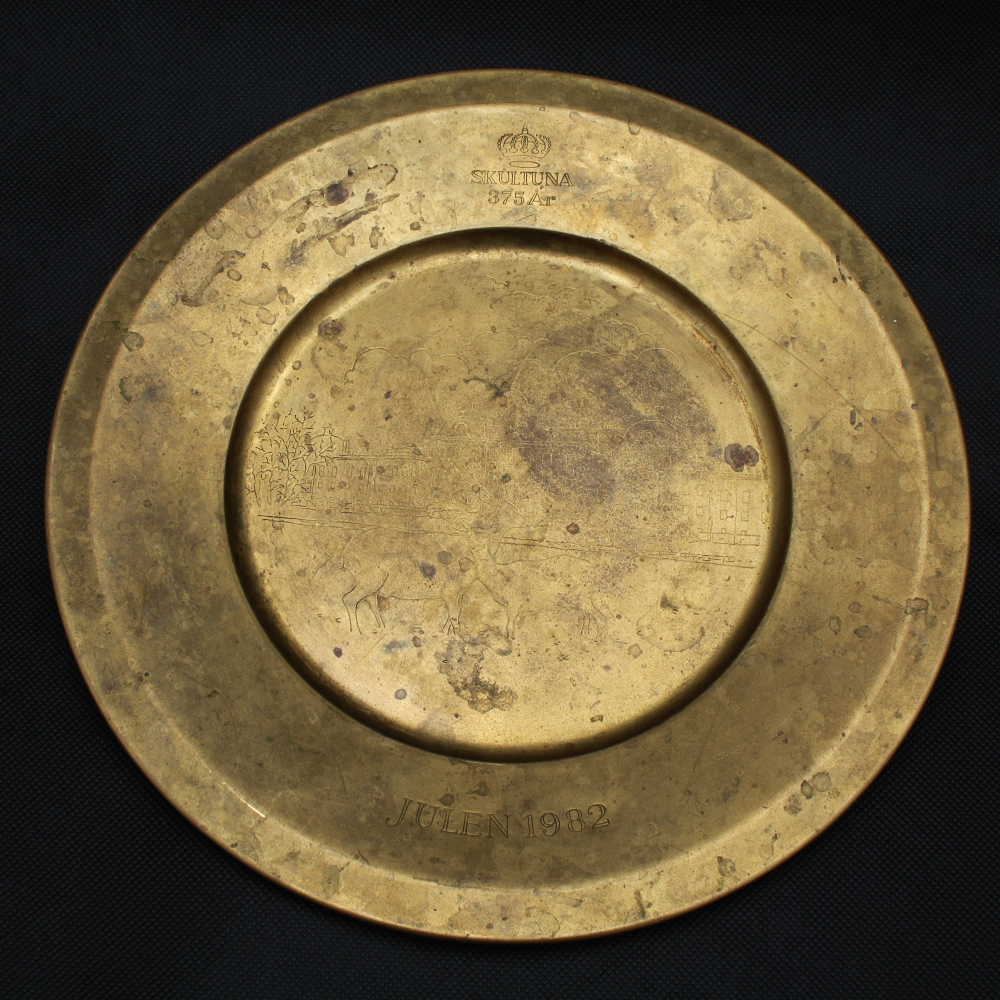
Mosiężny talerz ze szwedzkiej huty Skultuna, jednej z najstarszych nadal istniejących.

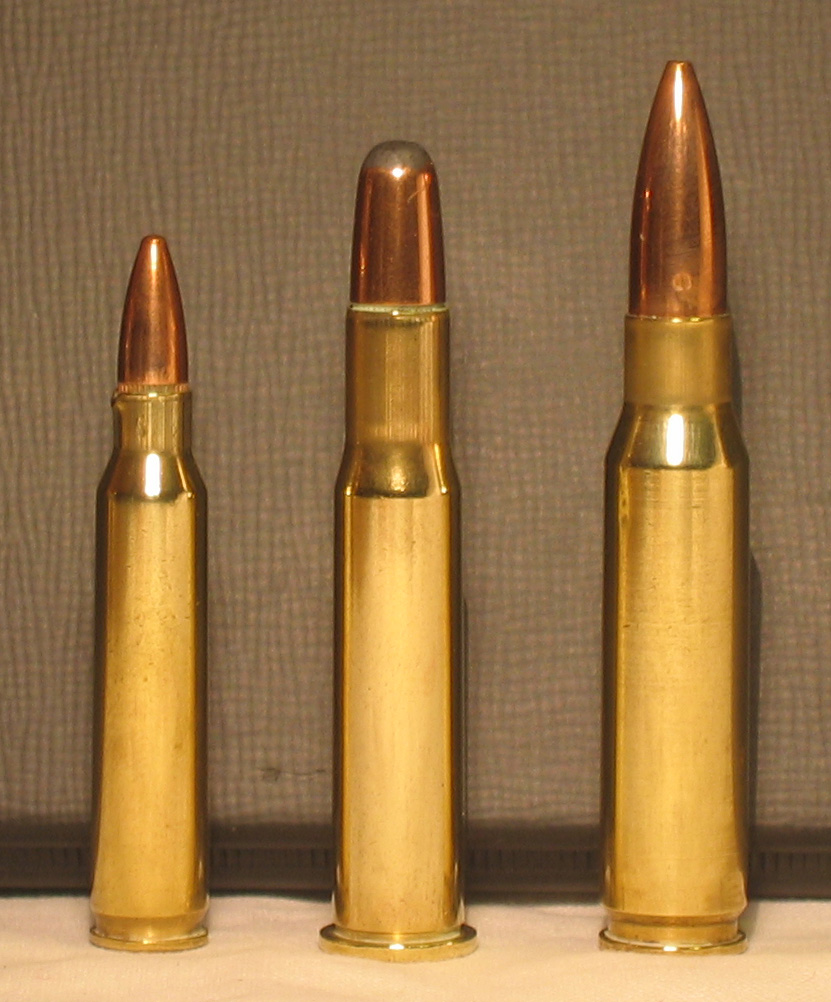
Amunicja

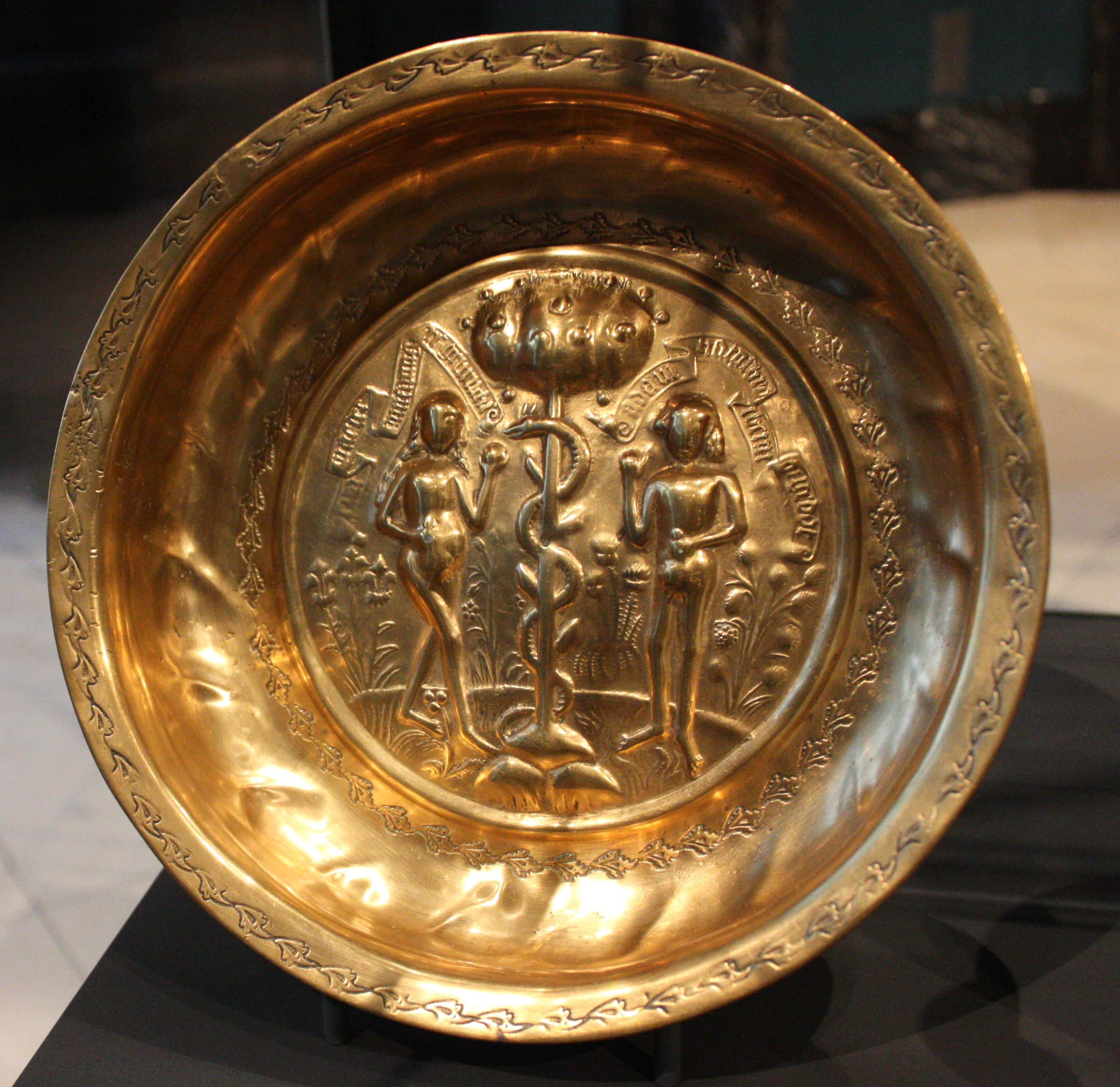
Miska mosiężna zdobiona scenami biblijnymi

Mosiądz – stop miedzi i cynku, zawierający 10–45% cynku. Może zawierać dodatki innych metali, takich jak ołów, glin, cyna, mangan, żelazo, chrom oraz krzem. Topi się w temp. poniżej 1000 °C (zależnie od gatunku). Powyżej temperatury 907 °C główny składnik stopowy mosiądzu tj. cynk zaczyna parować powodując tworzenie się zgaru.
Mosiądz ma kolor pomarańczowożółty, przy mniejszych zawartościach cynku zbliżający się do naturalnego koloru miedzi. Stop ten jest odporny na korozję, ciągliwy, łatwy do obróbki plastycznej. Posiada dobre właściwości odlewnicze. W niektórych zastosowaniach jego wadą jest stosunkowo duża gęstość (8,44–8,75 g/cm³).
Z mosiądzu wytwarza się armaturę, osprzęt odporny na wodę morską, np. śruby okrętowe, a także amunicję, okucia budowlane, w szczególności klamki. Ponadto elementy maszyn w przemyśle maszynowym, samochodowym, elektrotechnicznym, okrętowym, precyzyjnym, chemicznym. Ważnym zastosowaniem mosiądzu jest produkcja instrumentów muzycznych. Jest on wytrzymalszy od brązu, ponieważ zawiera cynk nadający mu wytrzymałość, a co za tym idzie – twardość. Jest on bardzo podatny na obróbkę plastyczną na zimno, np. podczas produkcji łusek amunicji. Ponadto z mosiądzu wytwarza się monety, medale, świeczniki, puchary, kłódki, moździerze, pomniki, elementy ozdobne (klamry, klamki) i wiele innych drobnych części oraz wyrobów jak np. odważniki, okucia, ramy obrazów itp.
Mosiądz dostarczany jest w postaci sztab do odlewania lub prętów, drutów, blach, taśm i rur.

## Klasyfikacja
Klasyfikacje i składy mosiądzów podaje Polska Norma PN-xx/H-87025
Ze względu na skład mosiądze dzieli się na:
- Mosiądze dwuskładnikowe – są podatne na obróbkę plastyczną na zimno, odporne na korozję naprężeniową oraz dobre do lutowania. Stosowane są na elementy armatury w przemyśle chemicznym i okrętowym wykonane różnymi metodami obróbki plastycznej zwłaszcza przez głębokie tłoczenie. Zaliczają się do nich: M95 (CuZn5), M90 (CuZn10), M85 (CuZn15), M80 (CuZn20), M75 (CuZn25), M70 (CuZn30), M68 (CuZn32), M63 (CuZn37), M60 (CuZn40).
- Mosiądze ołowiowe – zawierające dodatki ołowiu. Ołów dodawany jest w celu polepszenia skrawalności materiału. Mają ograniczoną podatność na obróbkę plastyczną na zimno. Stosuje się je na elementy wykonane techniką skrawania. Do mosiądzów ołowiowych należą MO64 (CuZn34Pb3), MO62 (CuZn36Pb1.5), MO61 (CuZn36Pb3), MO58A (CuZn39Pb2), MO58b (CuZn40Pb2), MO58 (CuZn40Pb2) oraz także odlewnicze MO60 (CuZn38Pb1.5), MO59 (CuZn39Pb2),.
- Mosiądze specjalne – zawierają dodatki takich pierwiastków jak cyna, aluminium, mangan, żelazo, krzem i/lub nikiel. Należą do nich:
  - Mosiądze cynowe – MC90 (CuZn10Sn), MC70 (CuZn28Sn), MC62 (CuZn38Sn),
  - Mosiądze aluminiowe – MA77 (CuZn20Al2), MA59 (CuZn36Al3Ni2) i także odlewnicze MA58 (CuZn38Al3Mn2Fe) i MA67 (CuZn38Al3)
  - Mosiądze manganowe – MM59 (CuZn40Mn), MM57 (CuZn40FeMnSnAl), MM56 (CuZn40Mn3Al) oraz odlewnicze MM47 (CuZn43Mn4Pb3Fe), MM55 (CuZn40Mn3Fe), MM58 (CuZn38Mc2Pb2),
  - Mosiądz niklowy – MN65 (CuZn29Ni6).
  - Mosiądz krzemowy – MK80 (CuZn16Si3) stosowany także jako odlewniczy.
- Mosiądze wysokoniklowe – to stopy miedzi, cynku i niklu z dodatkiem manganu. Ze względu na srebrzysty kolor stop ten popularnie nazywany jest nowym srebrem lub argentanem. Stop ten ma bardzo dobre własności sprężyste i oporność na korozję – MZN18 (CuNi18Zn27), MZ20N18 (CuNi18Zn20), MZN15 (CuNi15Zn21), MZN12 (CuNi12Zn24). Mosiądze wysokoniklowe używane są na części sprężyste, okucia i wyroby jubilerskie. Ponieważ po wypolerowaniu przypominają kolorem srebro, używane są do produkcji cukiernic, pater, kielichów, sztućców i innych przedmiotów ozdobnych.

## Korozja mosiądzu
W normalnych warunkach eksploatacji mosiądz wykazuje dobrą odporność na korozję atmosferyczną i w wodzie. Jednak w miękkiej, zawierającej chlor wodzie mosiądz podlega procesowi odcynkowania. Mosiądz jest także narażony na mechanizm korozji zwany sezonowym pękaniem.

## Zastosowanie
Mosiądze z dodatkiem cyny nazywane są „złotem mannheimskim”, znalazły one zastosowanie do wyrobu sztucznej biżuterii (80–90% Cu, 7–20% Zn, do 9% Sn)
Mosiądz manganowy MM59 (CuZn40Mn) był używany do produkcji polskich monet obiegowych o nominałach 1, 2 i 5 groszy w latach 1995–2013. Z mosiądzu są również monety II Rzeczypospolitej o nominale 2 i 5 groszy z roku 1923 (pozostałe roczniki bito z brązu).

Wyroby z mosiądzu
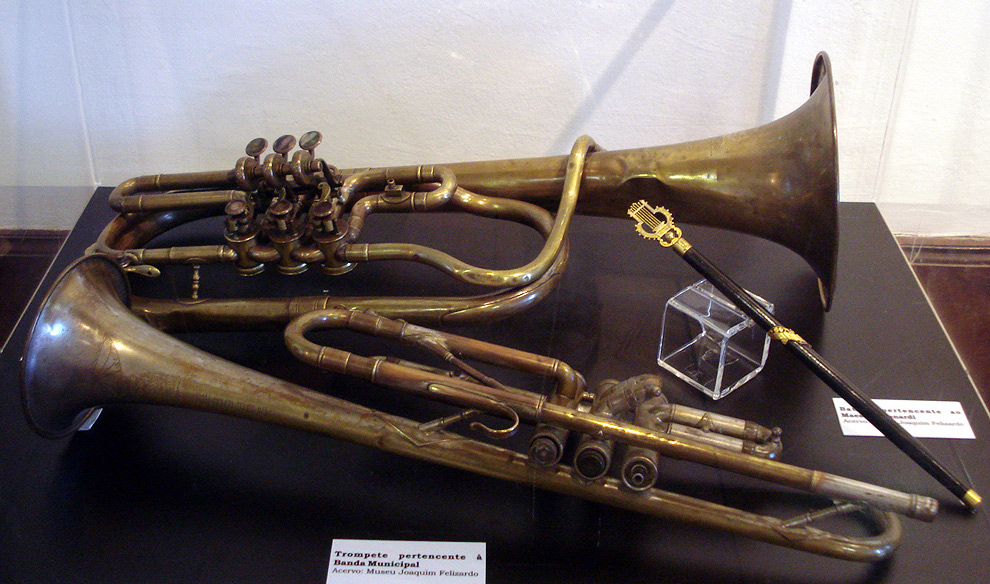
instrumenty dęte wykonane z mosiądzu
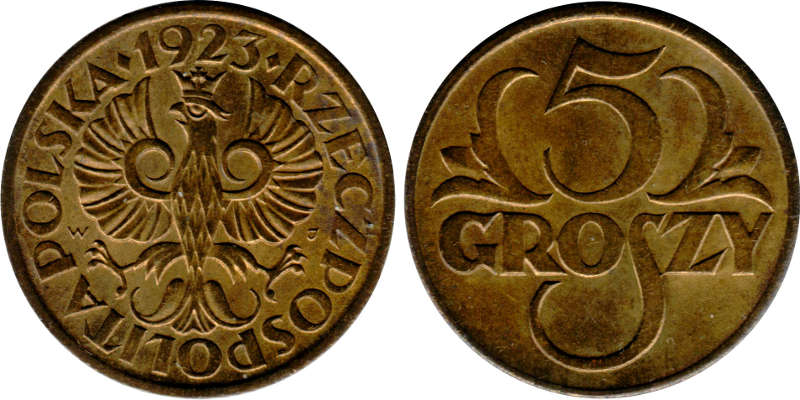
5 groszy 1923 bite w mosiądzu
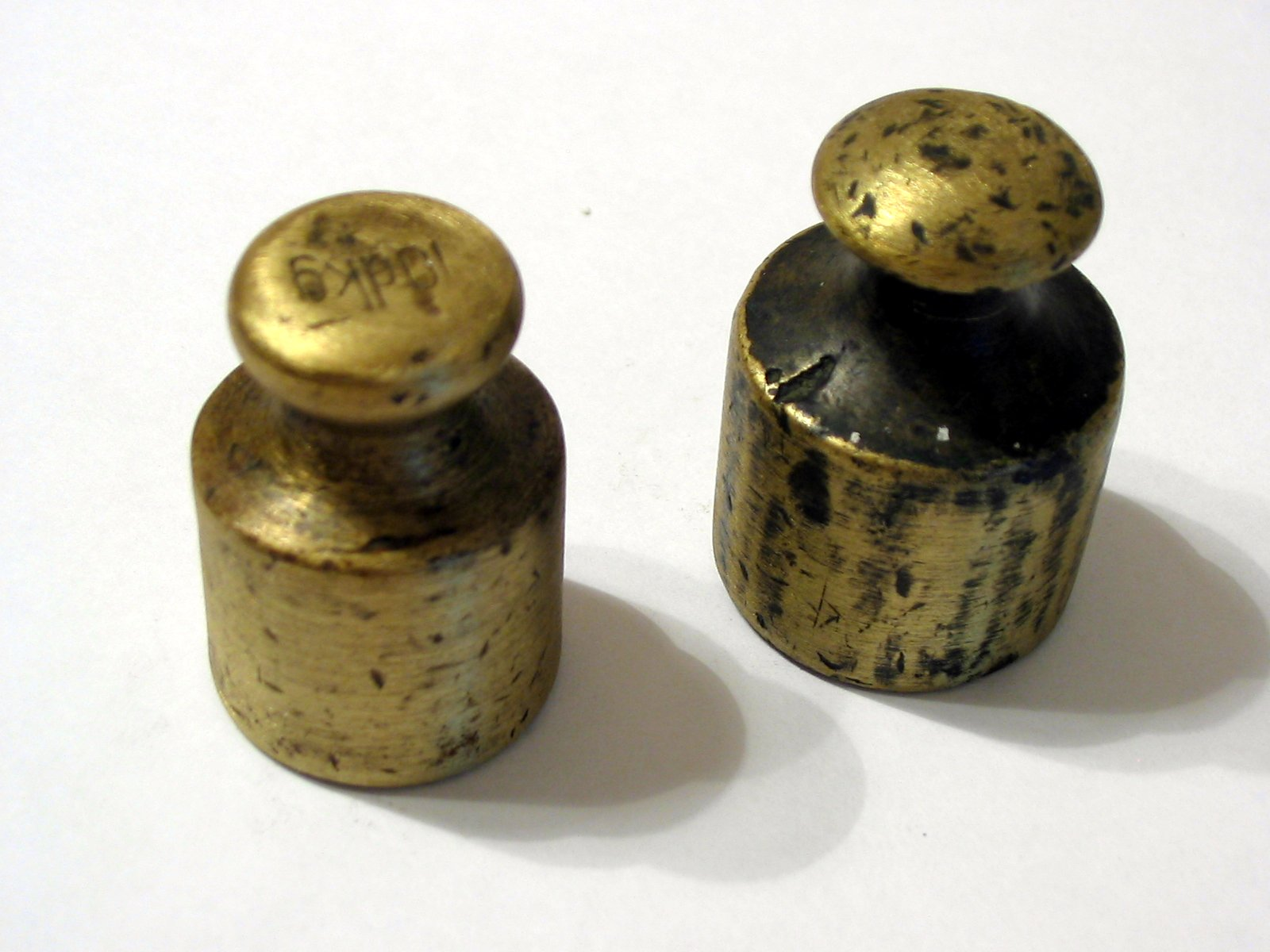
odważniki mosiężne